# クムタグ砂漠

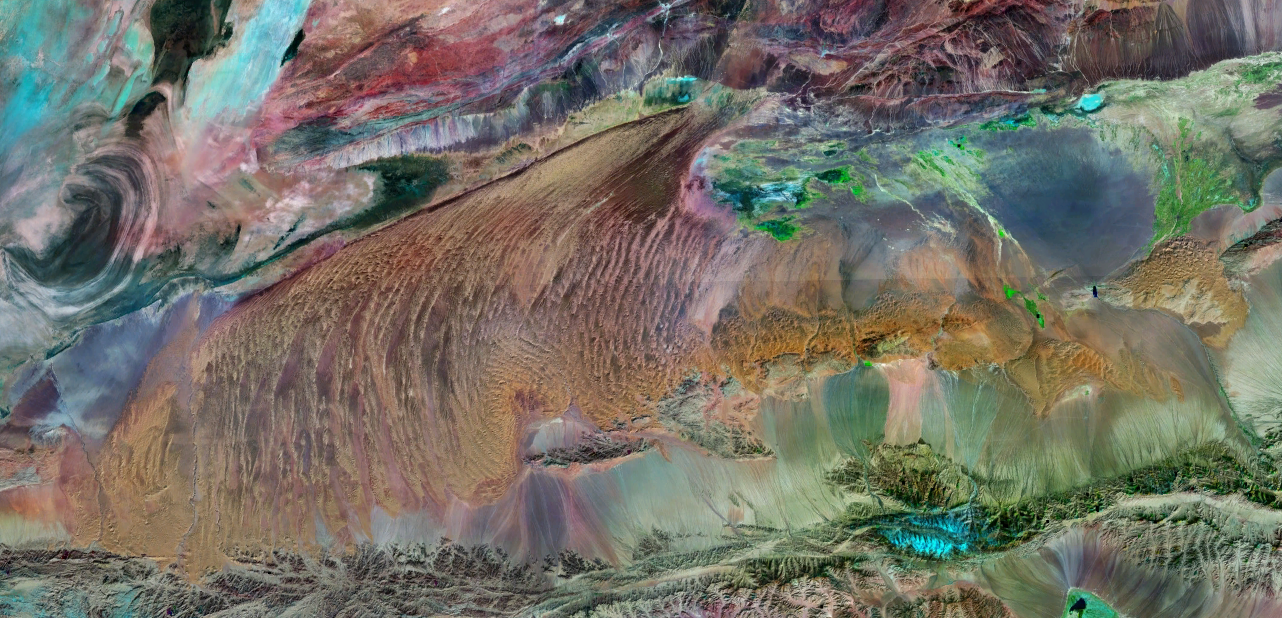
クムタグ砂漠の衛星画像。ほぼ上方が北。左端に見える耳のような形が、干上がったロプノールの湖床。

クムタグ砂漠（クムタグさばく、庫姆塔格沙漠、または庫木塔格沙漠）は、中華人民共和国新疆ウイグル自治区の北東部から甘粛省西部にかけて広がる砂漠である。面積は2万km2以上に及び、拡大しつつあるといわれている。

## 概要
クムタグ砂漠の語源は、ウイグル語で「クム」は砂、「タグ」は山を意味する。敦煌ヤルダン国家地質公園には、さまざまな形状のヤルダン（雅丹）と呼ばれる地形が見られる。
クムタグ砂漠は行政区画上、新疆ウイグル自治区チャルクリク県、甘粛省アクサイ・カザフ族自治県と敦煌市にかかっており、青海省にも近い。敦煌西湖自然保護区には、世界遺産（文化遺産）に登録されている莫高窟や、観光地の月牙泉がある。また、中国の「一級保護生物」に指定されている野生のフタコブラクダがこの砂漠で冬を越す。
砂漠の北西には天山（テンシャン）山脈、南には阿爾金（アルチン）山脈が連なり、かつては数十の内陸河川が流れていた。その中のひとつ疏勒河は、西側に隣接するタクラマカン砂漠のさまよえる湖（ロプノール）に注いでいるとされていたが、ヘディンは「疏勒河とロプノールの間には明確な尾根が存在するので、ロプノールには流れ込んでいない」と述べている。
2002年、新疆ウイグル自治区にあるクムタグ砂漠の一部は「庫木塔格沙漠風景名勝区」として中華人民共和国国家重点風景名勝区に認定された。